# Augusta de Brunsvique-Volfembutel
Augusta Carolina Frederica Luísa de Brunsvique-Volfembutel (alemão: Auguste Karoline von Braunschweig-Wolfenbüttel, Brunsvique, 3 de dezembro de 1764 — Castelo de Koluvere, 27 de setembro de 1788) foi uma princesa alemã, primeira esposa do rei Frederico I de Württemberg. Era chamada de "Zelmira" pela família.

## Família
Augusta era a filha mais velha do duque Carlos Guilherme Fernando de Brunsvique-Volfembutel e da princesa Princesa Augusta da Grã-Bretanha, irmã do rei Jorge III do Reino Unido. Os seus avós paternos eram o duque Carlos I de Brunsvique-Volfembutel e a princesa Filipina Carlota da Prússia. Os seus avós maternos eram o príncipe Frederico de Gales e a princesa Augusta de Saxe-Gota.

## Casamento e descendência
No dia 15 de outubro de 1780, com quinze anos de idade, Augusta casou-se com o futuro rei Frederico I de Württemberg, filho mais velho de Frederico II Eugénio, Duque de Württemberg. Tiveram quatro filhos:
- Guilherme I de Württemberg (27 de setembro de 1781 – 25 de junho de 1864), casado primeiro com a princesa Carolina Augusta da Baviera; divorciaram-se sem filhos; casou-se depois com a grã-duquesa Catarina Pavlovna da Rússia; com descendência; a sua terceira e última esposa foi a princesa Paulina Teresa de Württemberg; com descendência.
- Catarina de Württemberg (21 de fevereiro de 1783 – 28 de novembro de 1835); casada com Jerónimo Bonaparte, irmão de Napoleão Bonaparte; com descendência.
- Sofia Doroteia de Württemberg (24 de dezembro de 1783 – 3 de outubro de 1784); morreu com menos de um ano de idade.
- Paulo de Württemberg (19 de janeiro de 1785 – 16 de abril de 1852); casado primeiro com a princesa Carlota de Saxe-Hildburghausen; com descendência; casado depois com Magdalena Fausta Angela de Creus y Ximenes; sem descendência. Teve também filhos ilegítimos.

## Vida de casada

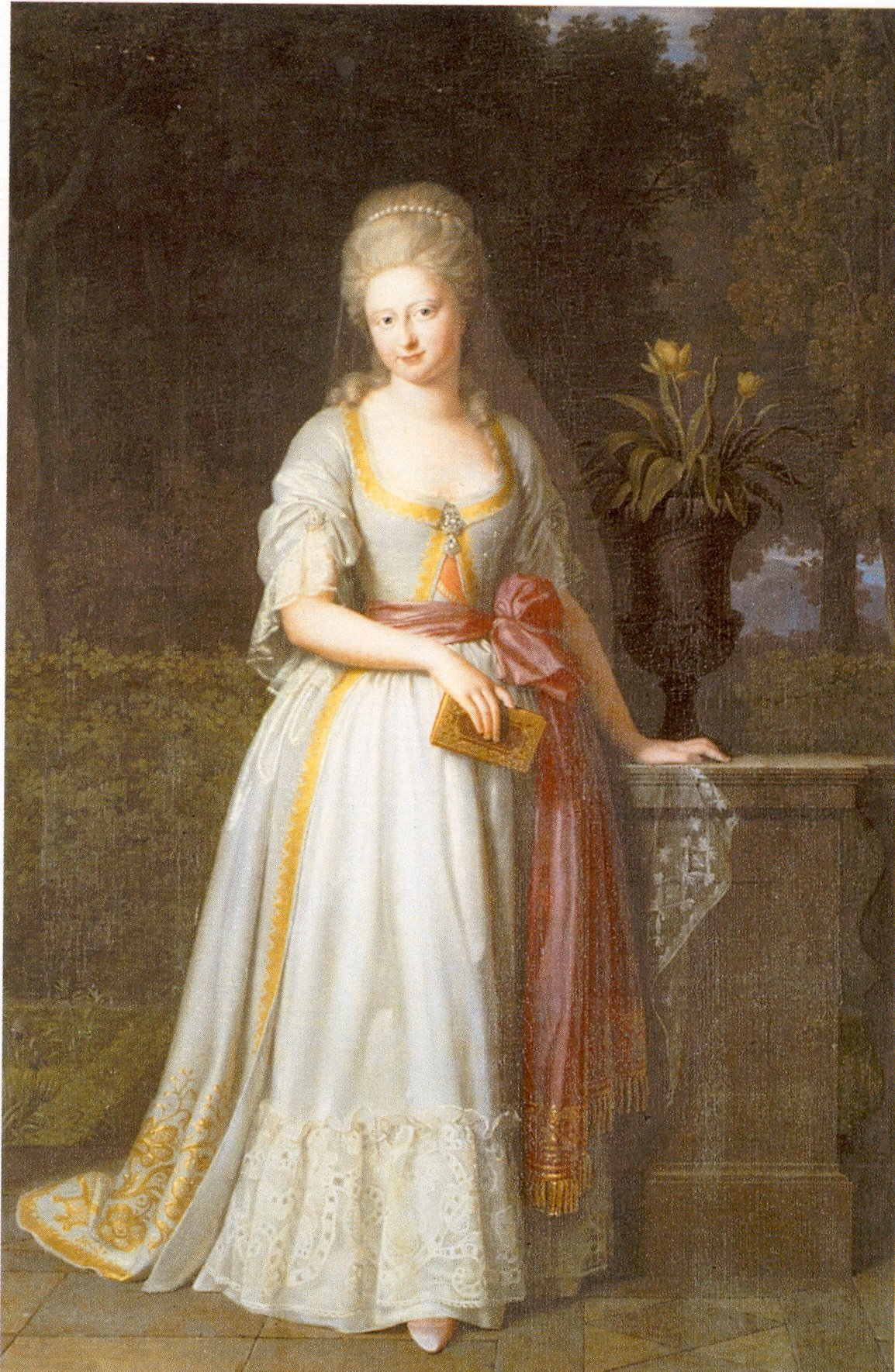
Augusta pouco depois do casamento

A irmã de Frederico, a princesa Sofia Doroteia de Württemberg era casada com o czarevich Paulo da Rússia, pelo que o futuro rei de Württemberg foi para a Rússia em 1782 onde foi nomeado pela czarina Catarina II para governador da Finlândia Oriental.
O casamento não foi feliz. Acredita-se que Frederico era a bissexual e tinha muitos amantes nobres masculino e também se pensa que era violento para a sua esposa.
Durante uma visita a São Petersburgo em dezembro de 1786, Augusta fugiu para os aposentos da czarina Catarina e pediu-lhe protecção. Catarina II deu asilo a Augusta e expulsou Frederico da Rússia. Quando Sofia Doroteia (na Rússia conhecida pelo seu nome ortodoxo, Maria Feodorovna) protestou contra o tratamento dado ao seu irmão, Catarina respondeu-lhe muito brevemente: Não sou eu quem cobre o príncipe de Württemberg de vexeme, muito pelo contrário: sou eu quem tenta esconder as suas abominações e é meu dever impedir que aconteçam mais.

## Morte
O pai de Augusta não teve tanta compaixão e recusou o pedido da filha para um divórcio. Em resposta, Catarina ofereceu a Augusta uma das suas propriedades imperais: o Castelo de Lohde, em Lohde, na Estónia. Foi colocada sob custódia de Wilhelm von Pohlmann que se aproveitou do seu posto para começar uma relação sexual com ela, a qual não se sabe se foi consentida ou forçada. Pouco depois Augusta ficou grávida dele.
No dia 27 de setembro de 1788, aos vinte e três anos de idade, Augusta entrou em trabalho de parto prematuramente, dando à luz um bebé morto que lhe provocou uma hemorragia grave. Temendo que se descobrisse a sua relação com a princesa e a criança que dela tinha resultado, von Phlmann recusou-se a chamar um médico e Augusta acabou por morrer da perda de sangue. Foi enterrada rapidamente numa campa sem identificação na igreja de Koluvere e os seus pais e Catarina II foram informados da sua morte num breve comunicado onde se dizia que tinha morrido devido ao rompimento de uma veia. Durante vários anos muitas pessoas disseram ver o seu fantasma no castelo, mas nunca se provou que estes relatos fossem verdadeiros. A verdade sobre a sua morte só se descobriu muitos anos depois quando o seu filho mais velho, o rei Guilherme I de Württemberg mandou investigar o caso e exumar o corpo da mãe. O castelo e as terras foram depois oferecidos ao conde Frederik Vilhelm Buxhoevden.
Com Wilhelm von Pohlmann:
- Filho Natimorto (27 de Setembro de 1788)